# Band of Susans
Band of Susans foi uma banda de noise rock formada em Nova York, em 1986. Era constituída inicialmente por Robert Poss (guitarra e voz), Stenger Susan (baixo e voz), Ron Spitzer (bateria), com Susan Lyall (guitarra), Tallman Susan (guitarra) e Alva Rogers (voz). No entanto, a banda passaria por várias permutações ao longo dos anos, geralmente envolvendo guitarristas. Poss, Stenger e Spitzer foram os membros núcleo da banda ao longo de sua duração. Alguns membros desta banda foram apadrinhados no início da carreira por Rhys Chatham, o compositor 'avant-garde' das "electric guitar orchestras".